# Dernier Été (film, 1969)
Pour les articles homonymes, voir Dernier été et Last Summer.
Pour plus de détails, voir Fiche technique et Distribution.
Dernier Été (Last Summer) est un film américain réalisé par Frank Perry, sorti en 1969.

## Fiche technique
- Titre : Dernier Été
- Titre original : Last Summer
- Réalisation : Frank Perry
- Scénario : Eleanor Perry d'après le roman de Evan Hunter
- Production : Sidney Beckerman, Alfred W. Crown, Emanuel L. Wolf et Frank Perry
- Musique : John Simon (en)
- Photographie : Enrique Bravo et Gerald Hirschfeld
- Costumes : Theoni V. Aldredge
- Pays d'origine : États-Unis
- Format : Couleurs - Mono
- Genre : Drame
- Durée : 95 minutes
- Date de sortie : 1969 (États-Unis), 14 août 1970 (France)
- Film interdit aux moins de 18 ans lors de sa sortie en salles en France

## Distribution
- Barbara Hershey : Sandy
- Richard Thomas : Peter
- Bruce Davison : Dan
- Catherine Burns : Rhoda
- Ernesto Gonzalez : Anibal